# Dubeninki (gmina)
Dubeninki est une gmina rurale du powiat de Gołdap, Varmie-Mazurie, dans le nord de la Pologne, à la frontière avec la Russie. Son siège est le village de Dubeninki, qui se situe environ 17 km à l'est de Gołdap et 146 km à l'est de la capitale régionale Olsztyn.
La gmina couvre une superficie de 205,18 km2 pour une population de 3 151 habitants.

## Géographie
La gmina inclut les villages de Barcie, Będziszewo, Białe Jeziorki, Błąkały, Błędziszki, Bludzie Małe, Bludzie Wielkie, Boczki, Budwiecie, Cisówek, Czarne, Degucie, Dubeninki, Golubie, Kiekskiejmy, Kiepojcie, Kociołki, Kramnik, Lenkupie, Linowo, Łoje, Łysogóra, Maciejowięta, Markowo, Marlinowo, Meszno, Pluszkiejmy, Pobłędzie, Przerośl Gołdapska, Przesławki, Rakówek, Redyki, Rogajny, Skajzgiry, Stańczyki, Tuniszki, Wobały, Wysoki Garb, Żabojady, Zawiszyn, Żerdziny et Żytkiejmy.
La gmina borde les gminy de Filipów, Gołdap, Przerośl et Wiżajny. Elle est également frontalière de la Russie (oblast de Kaliningrad).